# Клонална колония
Клоналната колония е група генетично идентични индивиди като растения, гъби или бактерии, растящи на едно място, които произлизат чрез вегетативно размножаване от общ родител. При растенията индивидът в такава популация се нарича рамет. При гъбите под „индивиди“ типично се разбират видимите плододаващи тела (гугли), които се развиват от общ мицел, който въпреки че е скрит под земята, се разпростира на голяма територия. Клоналните колонии се срещат при много растителни видове. Въпреки че много растения се възпроизвеждат полово, произвеждайки семена, при някои растения размножаването се осъществява от подземни столони или коренища. Над земята тези растения най-често изглеждат като отделни индивиди, но под земята остават взаимосвързани и всички са клонинги на едно и също растение. Невинаги е лесно да се разпознае клонална колония, особено ако тя се разпространява на голяма територия под земята и се размножава и полово.

## Примери
Когато дървесни видове формират клонални колонии, те остават свързани в кореновите си системи и споделят ресурсите си – вода, минерални хранителни вещества. Сред дървесните непълзящи видове с клонални колонии са: Quercus sinuata var. breviloba, американска трепетлика (Populus tremuloides), Myrica pensylvanica, бяла акация (Robinia pseudoacacia), тризъба ларея (Larrea tridentata), боровинка (Vaccinium), Oplopanax horridus, форзиция (Forsythia), лешник (Corylus), гледичия (Gleditsia triacanthos), Gymnocladus dioicus, японска керия (Kerria japonica), индиански банан (Asimina triloba), топола (Populus), Sassafras albidum, Шмак (Rhus), амброво дърво (Liquidambar styraciflua), and цъфтящ каликантус (Calycanthus floridus).

## Рекордни колонии
Единственият известен пример на колония от вида Lomatia tasmanica в диворастящо състояние е клонална колония в Тасмания на възраст около 43 600 години.
Доказано е, че група от 47 000 американски трепетлики (наречена Пандо, от pando, латинския глагол за „разгръщам се“, разпростирам се“) в планинския масив Уосач в Юта, САЩ, представлява единен организъм от клонинги, свързани с обща коренова система. Понякога се смята, че по отношение на масата и площта си (43 акра) това е най-големият жив организъм на Земята. Възрастта му е на поне 80000 години. Възможно е обаче все още неоткрити клонални колонии на дървета да съперничат или надминават размера и/или възрастта на Пандо.
Друг потенциален кандидат за най-стария организъм на Земята е подводното поле от Posidonia oceanica в Средиземно море. Това соленоводно растение е може би на близо 100 хиляди години.